# Gristhorpe
Gristhorpe is een civil parish in het bestuurlijke gebied Scarborough, in het Engelse graafschap North Yorkshire met 397 inwoners.